# Kempeitai

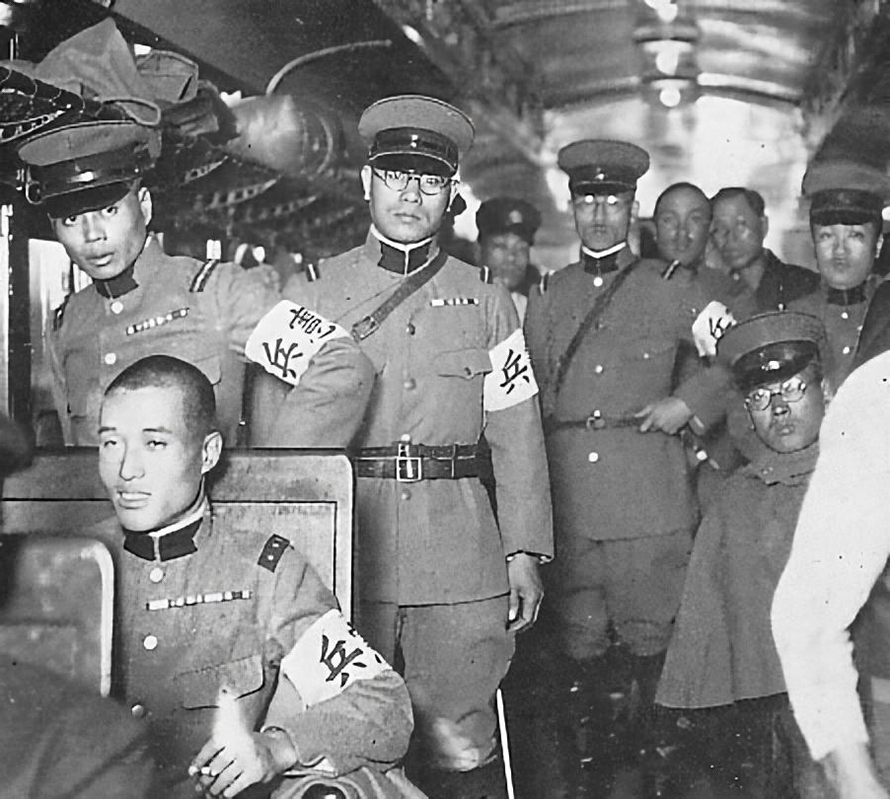
Kempeitai 1935.

Kempeitai (憲兵隊 Soldater av lagkåren?) var den kejserliga japanska arméns militärpolis mellan 1881 och 1945. Dess funktion liknade dock mer Gestapos än en konventionell militärpolis. Dess brott mot mänskligheten var dock vida större än Gestapos.

## Uppdrag
Kempetai lydde under krigsministeriet, men var inte bara krigspolis för flottan, utan fungerade även som gendarmeri under inrikesministeriet och kriminalpolis under justitieministeriet. Kempetai var säkerhetspolis i de ockuperade områdena.[källa behövs]

## Brott mot mänskligheten
Kempetai bedrev utpressning mot civila företagare både i Japan och i de ockuperade länderna. De var ansvariga för lägren vilka behandlade tillfångatagna allierade och kinesiska soldater med utomordentlig brutalitet. Andra ansvarsområden var det sexuella slaveri som kvinnor i de ockuperade länderna tvingades till. Kempeitai genomförde även biologiska och kemiska experiment på fångar.
De genomförde ständiga hämndöverfall på civilbefolkningen i de ockuperade länderna och mot krigsfångar. Efter Doolittleräden mördades till exempel tusentals kinesiska civila i det område där de amerikanska planen landade.[källa behövs]